# Holger Perfort
Holger Perfort, född 9 juni 1925 i Århus, död 29 april 2023, var en dansk skådespelare. Perfort är bland annat känd för rollen som hovmästare Olsen i TV-serien Matador och för sina roller i Olsen-banden-filmerna.

## Filmografi i urval
- 1968 - Det var en lørdag aften
- 1970-1977 - Huset på Christianshavn (TV-serie)
- 1973 - Olsenbanden slår till
- 1974 - Olsen-bandens sidste bedrifter
- 1977 - Olsen-banden deruda'
- 1978 - Olsen-banden går i krig
- 1978 - Strandfyndet (TV-serie)
- 1978-1982 – Matador (TV-serie)
- 1981 - Olsen-banden over alle bjerge
- 1987 - Babettes gästabud
- 1991 - Tre kärlekar (TV-serie)
- 1991 - Europa
- 1994 - Riket (TV-serie)
- 1995 – Vita lögner
- 1997 - Riket II (TV-serie)
- 1998 - Danska Olsenbandet tar hem spelet
- 1998 - Taxa (TV-serie)
- 2005 - Krönikan (TV-serie)
- 2014 - 1864 (TV-serie)